# Ecnomus complex
Ecnomus complex is een schietmot uit de familie Ecnomidae. De soort komt voor in het Afrotropisch gebied.